# Bijelo Borje
Bijelo Borje je naseljeno mjesto u općini Vareš, Federacija Bosne i Hercegovine, BiH.

## Stanovništvo

### 1991.
Nacionalni sastav stanovništva 1991. godine, bio je sljedeći:
ukupno: 46
- Hrvati - 38
- Srbi - 7
- Jugoslaveni - 1

### 2013.
Nacionalni sastav stanovništva 2013. godine, bio je sljedeći:
ukupno: 16
- Hrvati - 13
- Bošnjaci - 1
- ostali, neopredijeljeni i nepoznato - 2